# Aurélie Dupont
Aurélie Dupont (15 de enero de 1973 en París) es una bailarina de ballet francesa que actuó con el Ballet de la Ópera de París como étoile.
Comenzó su carrera en la danza a los diez años cuando ingresó a la Escuela del Ballet de la Ópera de París (L’Ecole de Danse de l’Opéra de Paris) después de abandonar su deseo de ser pianista. Se unió a la compañía en 1989, y se convirtió en una de las premiers danseurs en diciembre de 1996. Dupont fue promovida a etoile en 1998 después de su interpretación como Kitri en la producción de Rudolf Nuréyev de Don Quijote. 
En marzo de 2002 bailó con Andrian Fadeyev en la producción del Ballet Kirov de Romeo y Julieta.

## Repertorio
El repertorio de Dupont incluye:
- Don Quijote
- La Bayadère
- Sylvia
- Giselle
- Romeo y Julieta
- La bella durmiente del bosque
- Raymonda
- La Sylphide
- Los cuatro temperamentos
- Manon